# 이대광
이대광(1980년 7월 19일 ~ )은 대한민국의 배우 겸 모델이다.

## 출연작

### 영화
- 《봉오동 전투》 (2019년) - 해철부하 역
- 《뺑반》 (2019년) - 재철 덩치가드 6 역
- 《무수단》 (2016년) - 무수단 역
- 《내부자들》 (2015년) - 이실장 조직원 역
- 《아이엠어 히어로》 (2015년) - 좀비 역
- 《아망천당》 (2015년) - 수행원 역
- 《해적: 바다로 간 산적》 (2014년) - 여월파 역
- 《감기》 (2013년) - 방역군 장교 역
- 《미스터고》 (2013년) - 구단주 보자관 역
- 《나는 왕이로소이다》 (2012년) - 떡대 1 역
- 《파파》 (2012년) - 멕시코 깡패 역

### 드라마
- 《감격시대: 투신의 탄생》 (2014년, KBS2)
- 《아테나: 전쟁의 여신》 (2010년, SBS) - NTS요원 역
- 《폭풍의 연인》 (2010년, MBC) - 경호원 역